# Haploceros sphenotypa
Haploceros sphenotypa là một loài bướm đêm trong họ Geometridae.